# 10.5 cm leFH 18

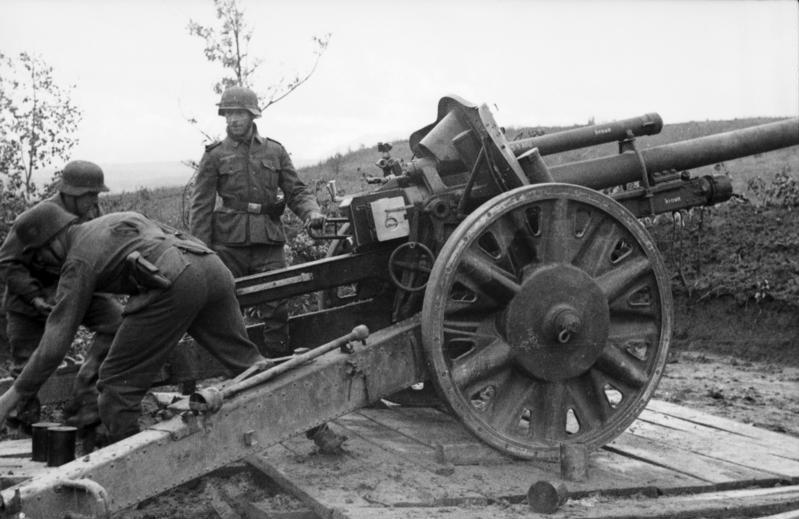
O obus leFH 18 em atividade na Ioguslavia

O 10.5 cm leFH 18 (em alemão: leichte FeldHaubitze) foi um obus utilizado na Segunda Guerra Mundial. O dispositivo de disparo foi utilizado também como armamento do veículo de artilharia SdKfz 124 Wespe.

## História
O obus leFH 18 e foi projetado e desenvolvido pela Rheinmetall. Tornou-se padrão do exército alemão na Segunda Guerra Mundial com um sistema diferenciado: um focinho, com freio duplo, que permitia o ajuste do recuo para cargas mais fortes e de longo alcance. 
Em 1942, o leFH 18 foi utilizado pela primeira vez e continuou seu serviço operacional até o final da guerra, em 1945. Neste ano, a produção do obus - que foi exportado para aliados, como a Finlândia, a partir de fábricas alemãs nazistas - foi encerrada. A produção em grande escala deveu-se ao fato do obus ser um dos mais leves e portáteis à disposição do exército alemão.
O Museu do Expedicionário, localizado em Curitiba, Paraná, possui um modelo desse obus exposto em seu acervo.

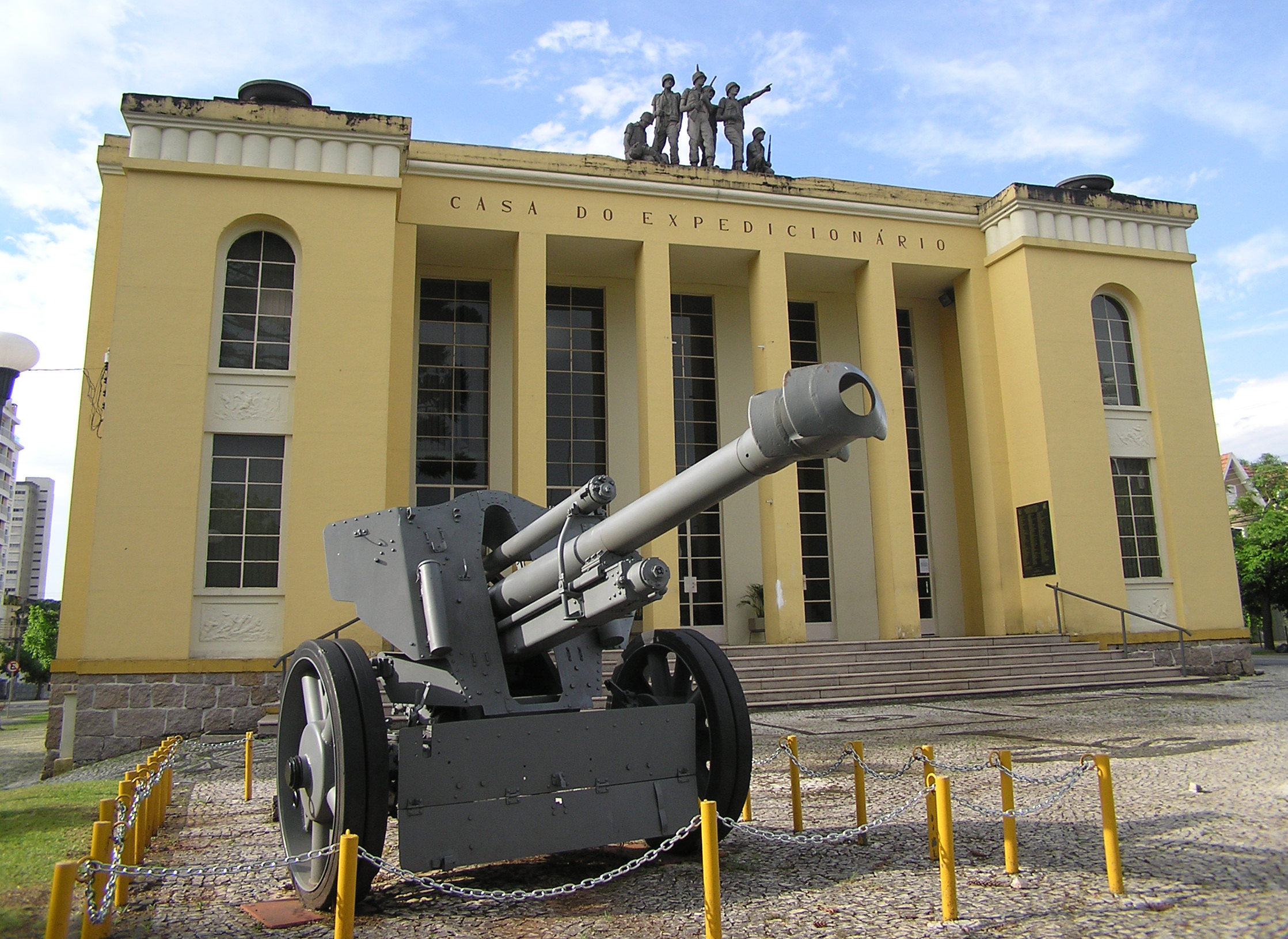
Modelo leFH 18 exposto no Museu do Expedicionário

## Descrição
A versão do obus 10.5 cm leFH 18 estreou com rodas originais de aço fundido sob pressão, substituindo as de madeira raiada, adequadas somente para tração animal. Inicialmente, foi equipado com um freio de boca com simples defletor, cuja eficiência era relativamente baixa. Este foi posteriormente melhorado por soldadura de duas orelhas salientes para a parte traseira da porta. No entanto, este estilo de freio de boca foi inicialmente problemático e um novo tipo de freio de boca foi projetado e montado. A velocidade do obus foi avaliada em 1.772 pés por segundo e seu alcance não mais de 13.000 metros.
| Especificações                              |
| ------------------------------------------- |
| Peso: 1,985 kg                              |
| Comprimento do barril: 3,308 m              |
| Concha (separada de carregamento): 6 cargas |
| Peso da concha: 14,81 kg / 15,71 kg         |
| Calibre: 105 milímetros                     |
| Bloco de deslizamento horizontal: culatra   |
| Recoil: hidropneumática                     |
| Transporte: trilha divisão                  |
| Elevação: -6 ° 30 'a 40 ° 30'               |
| Traverse: 56 °                              |
| Taxa de fogo: 4-6 rpm                       |
| Velocidade do focinho: 540 m/s              |
| Alcance máximo: 12.325 m                    |
| Recheio: TNT                                |
| Enchimento de peso: 1,38 kg                 |

## Ligações Externas
- http://www.militaryfactory.com/armor/detail.asp?armor_id=413
- http://www.flamesofwar.com/hobby.aspx?art_id=494